# Scopula britonaria
Scopula britonaria är en fjärilsart som beskrevs av Culot 1918. Scopula britonaria ingår i släktet Scopula och familjen mätare. Inga underarter finns listade.